# Leptomantispa nymphe
Leptomantispa nymphe är en insektsart som beskrevs av Hoffman in Penny 2002. Leptomantispa nymphe ingår i släktet Leptomantispa och familjen fångsländor. Inga underarter finns listade i Catalogue of Life.